# Out of the Blue
Out of the Blue este un cântec al interpretei Delta Goodrem. Acesta a fost lansat ca single, devenind al șaselea #1 consecutiv al artistei în Australia. Single-ul a fost lansat de pe cel de-al doilea material discografic de studio al artistei, Mistaken Identity. 'Out of the Blue' a fost lansat pe data de 8 octombrie 2004.

## Clasament
| Clasament                 | Poziția Maximă |
| ------------------------- | -------------- |
| Australian Singles Chart  | 1              |
| Austria Singles Chart     | 46             |
| Germany Singles Chart     | 54             |
| Greece Singles Chart      | 14             |
| Ireland Singles Chart     | 15             |
| New Zealand Singles Chart | 14             |
| Switzerland Singles Chart | 60             |
| UK Singles Chart          | 9              |

## Lista Melodiilor
| CD single - Australia 1. Out of the Blue — 4:19 2. Visualise — 4:00 3. Beautiful Madness — 3:04 CD single 1 - Regatul Unit 1. „Out of the Blue” 2. „Visualise” | CD single 2 - Regatul Unit 1. „Out of the Blue” 2. „How a Dream Looks” 3. „Beautiful Madness” 4. „Out of the Blue” (videoclip) |